# Hans Kerstnig
Hans Kerstnig (* 15. Februar 1914 in Napplach, Gemeinde Reißeck; † 3. Juni 1984 in Klagenfurt) war ein österreichischer Politiker (SPÖ) und Vizepräsident der Bundesbahndirektion Villach. Er war von 1953 bis 1965 Abgeordneter zum Kärntner Landtag, zwischen 1960 und 1970 Landesrat bzw. Landeshauptmann-Stellvertreter in der Kärntner Landesregierung und von 1970 bis 1979 Abgeordneter zum Nationalrat.
Kerstnig besuchte nach der Volksschule ein Gymnasium und legte 1934 die Matura ab. Er studierte Rechtswissenschaften an der Universität Wien und promovierte 1938 zum Doktor. Nach dem Gerichtsdienst 1946 in Spittal an der Drau wurde Kerstnig noch im selben Jahr juristischer Fachbeamter der Österreichischen Bundesbahnen, wobei ihm später der Berufstitel Hofrat verliehen wurde. Kerstnig war vom 17. März 1953 bis zum 3. Mai 1965 Abgeordneter zum Kärntner Landtag und fungierte vom 30. März 1960 bis zum 12. April 1965 als Landesrat in der Landesregierung Wedenig V. Am 12. April 1965 wurde Kerstnig als 1. Landeshauptmann-Stellvertreter der Landesregierung Sima I angelobt, wobei er am 20. März 1970 aus der Landesregierung ausschied.
Er war danach vom 31. März 1970 bis zum 4. Juni 1979 Abgeordneter zum Nationalrat. Innerparteilich war Kerstnig als Mitglied des Landesparteivorstandes der SPÖ Kärnten und Obmann der Landesparteikontrolle aktiv, zudem war er Mitglied im Bezirksparteivorstand der SPÖ Villach.
Er engagierte sich zudem als Landesobmannstellvertreter des Bundes Sozialdemokratischer Akademikerinnen und Akademiker, Intellektueller, Künstlerinnen und Künstler (BSA) Kärnten und war Präsident des Kärntner Roten Kreuzes sowie Erster Vizepräsident des Österreichischen Roten Kreuzes. Zudem war er Vizepräsident des Österreichischen Skiverbandes und Vizepräsident der Paneuropa-Union. Ab 1952 war er Mitglied der Freimaurerloge Paracelsus.